# 馬龍尼禮天主教悉尼聖馬龍教區
馬龍尼禮天主教悉尼聖馬龍教區（拉丁語：Eparchia Sancti Maronis Sydneyensis Maronitarum）是一個位於澳大利亞的東儀天主教教區（馬龍尼禮教會），直屬聖座。
教區成立於1973年6月25日，2010年有教友150,000人、十一個堂區、四十三名司鐸。現任教區主教為安多尼·塔拉比。